# Ephraim Lothsack

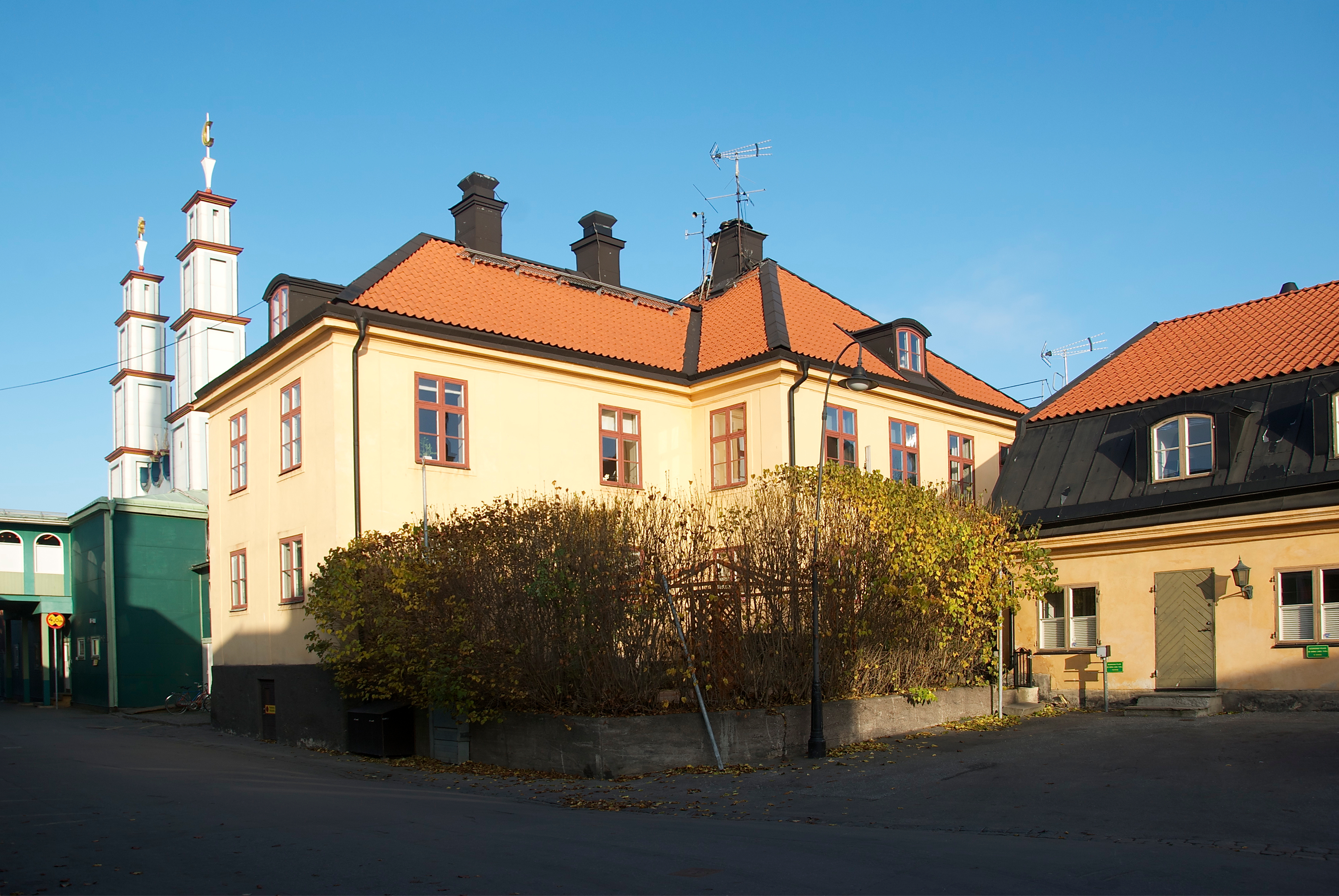
Ephraim Lothsacks bostad, byggd 1741, kallas idag Apotekshuset.

Ephraim Lothsack, född omkring år 1680 i Stettin, död 16 februari 1743 i Stockholm, var en handelsman och skeppsbyggare och anses vara grundaren av Djurgårdsvarvet i Stockholm. Kvartersnamnet Lodsachska varvet påminner än idag om Lothsack.

## Biografi

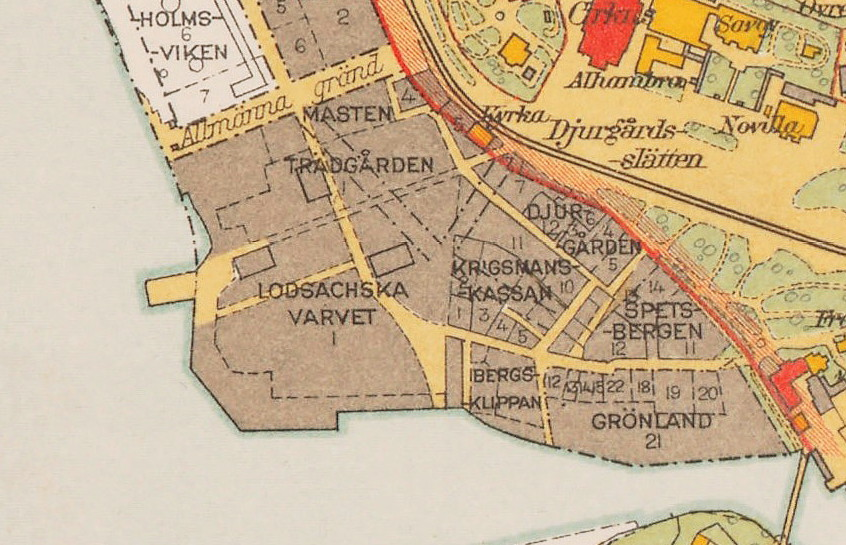
Kvarteret Lodsachska varvet, 1920-tal.

Ephraim Lothsack invandrade på 1730-talet från Stettin till Stockholm där av blev borgare och handlare. 1734 gifte han sig med Juliana Brandeln (1712–1767), deras barn var Juliana Ephraimsdotter (född 1740) och Jakob Lothsack (född 1745 och 1770 adlad Kjerrmansköld).
Lothsack blev 1735 ägare till ett område på sydvästra Djurgården där åldermannen i byggnadsskrået, Johan Lampa, bedrev ett litet båtsvarv sedan 1712.. Lothsack utvecklade varvet som under honom upplevde en första blomstringsperiod. Verksamheten hade även stort inflytande på Djurgårdsstadens utveckling. I varvsområdet lät han uppföra flera mindre träbyggnader för varvets arbetare. Det byggdes även två stenhus: 1741 en bostad för varvets chef, Ephraim Lothsack, senare kallat Apotekshuset. Inredningen på varvsägarbostadens övervåning utfördes på 1760-talet av skeppsbyggaren Fredrik Henrik af Chapman. 1769 tillkom ett stort stenhus för varvskontor och bostäder vid Västra vattugränd. Huset ritades av Fredrik Henrik af Chapman och är ett byggnadsminne.
Under Ephraim Lothsacks tid byggdes bland annat fartygen Sveriges Lycka (sjösatt 1736), Djurgården (sjösatt 1737) och Spekulationen (sjösatt 1738). År 1744 stod ett femtiokanonersskepp på stapeln, vars sjösättning han inte fick uppleva. Efter Lothsacks död 1745 fortsatte hans änka Juliana Brandeln verksamheten. Hon gifte sig sedermera med rådmannen Gustaf Kierman och varvsrörelsen fick ett nytt uppsving.
Ett kvarter i dagens sydvästra del av Gröna Lund, som tidigare hette Trehörningen, påminner om Lothsack och bär numera namnet Lodsachska varvet.